# سایه کلوسوس
سایه کلوسوس (به انگلیسی: Shadow of the Colossus) که در ژاپن با نام واندر و کلوسوس‌ها (به ژاپنی: ワンダと巨像 Wanda to Kyozō) منتشر شده، یک بازی ویدئویی در سبک اکشن-ماجراجویی است که توسط استودیو ژاپن و تیم ایکو توسعه یافته و به‌وسیلهٔ سونی کامپیوتر انترتینمنت در سال ۲۰۰۵، و به‌طور انحصاری برای کنسول پلی‌استیشن ۲ عرضه شد. این بازی توسط فومیتو اوئدا طراحی و کارگردانی شده‌است و از آن  به عنوان یکی از برترین عناوین پلی‌استیشن ۲ یاد می‌شود. سایه کلوسوس همچنین به عنوان یک بازی معمایی توصیف می‌شود، زیرا بازیکنان قبل از اینکه موفق به شکست کلوسوس‌ها شوند باید نقاط ضعف آن‌ها را شناسایی کرده و از آن بهره ببرند.
در کنار بازی ایکو، سایه کلوسوس با نام مجموعه ایکو و سایه کلوسوس در سپتامبر ۲۰۱۱، توسط بلوپوینت گیمز برای کنسول پلی‌استیشن ۳ منتشر شدند که دارای خصوصیاتی از قبیل گرافیک اچ‌دی، تروفی و پشتیبانی از قابلیت 3D بودند. همچنین نسخه‌ای بازسازی شده با ویژگی وضوح بالا در فوریه ۲۰۱۸ برای کنسول پلی‌استیشن ۴ در دسترس قرار گرفت.

## داستان
داستان بازی دربارهٔ شخصیتی به نام واندا است که همراه اسب باوفایش آگرو، وارد سرزمین ممنوعه می‌شود. برای نجات جان یک دختر از خوابی ابدی، باید شانزده غول کلوسوس کشته شوند. سلحشوری جوان، عزم سفر و جنگ کرده تا غول‌ها را یکی پس از دیگری از میان برداشته و دختر را به زندگی بازگرداند …

## بازتاب‌ها
| گردآورنده  | امتیاز |
| ---------- | ------ |
| گیم‌رنکینگز | ۹۱٫۴۳٪ |
| متاکریتیک  | ۹۱/۱۰۰ |

| ناشر                    | امتیاز      |
| ----------------------- | ----------- |
| وان‌آپ.کام               | A           |
| اج                      | ۸/۱۰        |
| الکترونیک گیمینگ مانثلی | ۸٫۸/۱۰      |
| یوروگیمر                | ۱۰/۱۰       |
| فامیتسو                 | ۳۷/۴۰       |
| گیم اینفورمر            | ۸٫۷۵/۱۰     |
| گیم‌پرو                  | 4.5/5 ستاره |
| گیم رولیشن              | -A          |
| گیم‌اسپات                | ۸٫۷/۱۰      |
| گیم‌اسپای                | ۴٫۵/۵       |
| گیم‌تریلرز               | ۹٫۳/۱۰      |
| آی‌جی‌ان                  | ۹٫۷/۱۰      |
| ام! گیمز                | ۸۹/۱۰۰      |

سایه کلوسوس بسیار مورد تحسین منتقدین و رسانه‌ها قرار گرفت و با میانگین امتیاز ۹۱ از ۱۰۰ بر اساس ۷۷ نقد در وبگاه متاکریتیک و ۹۱٫۴۳٪ در وبگاه گیم‌رنکینگز قرار دارد، و در رتبهٔ یازدهمین بازی سال ۲۰۰۵ قرار گرفت. سایه کلوسوس از دید بسیاری از وبگاه‌های نقد بازی مورد تقدیر قرار گرفت. از دید وبگاه آی‌جی‌ان بازی یک تجربه شگفت‌انگیز به‌شمار می‌رود و عنوانی است که هیچ گیمری نباید آنرا از دست بدهد و به آن امتیاز ۹٫۷ از ۱۰ را تقدیم کرد. وبگاه گیم‌اسپای بازی را به عنوان نوآورترین و دارای بیشترین جلوه‌های بصری در سال ۲۰۰۵ برای کنسول پلی‌استیشن ۲ توصیف کرد. وبگاه یوروگیمر موسیقی متن بازی را یکی از بهترین‌ها در میان تمام بازی‌های رایانه‌ای برشمرد. مجله ژاپنی فامیتسو به این بازی نمره ۳۷/۴۰ را اهدا کرد و وبگاه گیم‌اسپات امتیاز ۸٫۷ را برای بازی انتخاب کرد و اظهار داشت «ارائه زیبایی‌شناسی این بازی بواسطهٔ هر استانداردی بی‌نظیر است».